# Сюаньцзан (фільм)
«Сюаньцзан» (спрощ.: 大唐玄奘) — китайський біографічний фільм, знятий Хо Цзяньці. Прем'єра стрічки в Китаї відбулась 29 квітня 2016 року. Фільм розповідає про 17-річну подорож китайського монаха Сюаньцзана до Індії з метою добути повний список Йогачари і зробити власний переклад цієї енциклопедії китайською мовою.
Фільм був висунутий Китаєм на премію «Оскар» за найкращий фільм іноземною мовою.

## У ролях
| Актор       | Роль            |
| ----------- | --------------- |
| Хуан Сяомін | монах Сюаньцзан |
| Кен Тон     | Мокша Гупта     |
| Пурба Ргіал | Щі Путуо        |
| Ло Цзінь    | Лі Чанг         |
| Тань Кай    | Ван Сян         |
| Ендрю Лінь  | Ку Вентай       |